# Asarhadon
Asarhadon (akadsko Aššur-aḥa-iddina, Ašur je dal brata,  hebrejsko אֵסַר חַדֹּן, starogrško starogrško Ασαραδδων, Asaraddon, latinsko Asor Haddan) je bil kralj Novoasirskega cesarstva, ki je vladal  od leta 681 pr. n. št. do 669 pr. n. št., * ni znano, † 669 pr. n. št., Harran.
Bil je najmlajši sin in naslednik asirskega kralja Sanheriba in njegove druge žene, aramejske kraljice Zakitu. Oče ga je izbral za svojega naslednika,  čeprav je bil njegov najmlajši sin, zato so ga starejši bratje poskušali diskreditirati.
V prerokbi se Asarhadon pojavlja kot oseba, ki bo osvobodila pregnance in ponovno zgradila Babilon.

## Prihod na oblast
Sanheriba so leta 681 pr. n. št. ubili.  Asarhadon se je vrnil v Ninive in v državljanski vojni, ki je trajala šest tednov, premagal svoje brate. Bratje so pobegnili  iz države, njihove pristaše in družine pa je Asarhadon pobil. Še isto leto se je lotil ponovne gradnje Babilona, vključno z Esagilo, ki je nekoč veljal za Babilonski stolp, in v mesto vrnil zlate kipe. Da ne bi zgledal pristranski, je zgradil tudi asirsko svetišče v Ašurju.

## Vojni pohodi
Na prvem vojnem pohodu je napadel nomadska plemena v južni Mezopotamiji, ki so napadala kmete. Za njimi je premagal Kimerijce, ki so ubili njegovega starega očeta Sargona. Kimerijci so se pojavljali v Kilikiji in Tabalu, premagal pa jih je leta 679 pr. n. št. v bitki pri Hubušni. Kimerijci so se po porazu umaknili na zahod, kjer so s pomočjo Skitov in Urartuja leta 676 pr. n. št.  uničili Frigijsko kraljestvo.
Sidonski kralj Abdi Mikulti se je uprl asirskemu kralju, zato se je Asarhadon leta 677 pr. n. št. odpravil na pohod v Fenicijo, premagal sidonskega kralja in ga obglavil, porušil mesto Sidon in prebivalce odgnal v Asirijo. Zatem je obnovil mesto in ga preimenoval v Kar-Ašur-aha-idina, kar pomeni Asarhadonovo pristanišče. Del naropanega blaga iz Sidona je dal svojemu zvestemu marionetnemu kralju Tira. Del ohranjenega besedila sporazuma med Asarhadonom in kraljem Tira omenja kralje Judeje, Edoma, Moaba, Gaze, Aškelona, Ekrona, Biblosa, Arvada, Samsi Murune, Amona, Ašoda, deset kraljev z morske obale in deset kraljev s srede morja, kar se običajno razlaga kot Ciper. Vse kralje omenja kot asirske zaveznike. S kraljem Tira se je dogovoril, da lahko uporablja tirsko pristanišče.
Leta 676 pr. n. št. je osvojil mesti Sisa in Kinda v gorovju Taurus. V asirskih prerokbah so pogosto omenjeni Manejci, Skiti in Guti z Zagrosa, kar bi lahko pomenilo, da so jim pogosto povzročali težave. Manejci so bili nekoč vazali Asirije. Živeli so okoli jezera Urmije in se postopoma naseljevali na ozemlja, kjer so motili asirsko trgovanje. Razen tega so Asircem prenehali plačevati davek. Po padcu Frigije se je Asarhadonova hčerka poročila s skitskim princem, da bi izboljšal odnose s Skiti. Zatem je, verjetno leta 676 pr. n. št., napadel Medijce. Gorovje Zagros je zavaroval s številnimi trdnjavami in potisnil Medijce do roba slane puščave. Leta 674 pr. n. št. se je odpravil na vojni pohod proti Egiptu. Zgleda, da je pohod spodletel. Medtem se je soočal z vojno v Bazu, ki je bil verjetno na ozemlju sedanjega Katarja. Leta 673 pr. n. št. je začel vojno proti urartskemu kralju Rusu II.

## Nasledstvo
Asarhadonov najstarejši sin Sininidinapla, izbran za njegovega naslednika,  je leta 672 pr. n. št. umrl, drugi sin, Šamaš Šumukin, pa bi moral postati vladar Babilonije. Zaradi takšnega razvoja dogodkov je asirski prestol zasedel najmlajši sin Asurbanipal, ki ni bil priljubljen niti na dvoru niti med svečeniki. Asarhadon je zato sklenil sporazume z vodilnimi Asirci, člani vladarske družine in tujimi vladarji, da bodo lojalni prestolonasledniku.

## Osvajanje Egipta
Leta 671 je Asarhadon začel vojno proti egipčanskemu faraonu Taharki. Del asirske vojske je moral ostati doma, da je zatrl upor v Tiru in morda v Aškelonu. Glavnina je preko Sinaja prišla do Egipta in mimogrede osvojila Memfis. Faraon Taharka je pobegnil v Gornji Egipt, Asarhadon pa se je razglasil za kralja Musira, Patrosa in Kuša, se pravi za kralja Egipta. Iz delte Nila se je vrnil z bogatim plenom. Takoj, ko je zapustil Egipt, je tam izbruhnil upor proti Asircem.

## Smrt
Po vrnitvi v Ninive je zaradi dvornih zarot usmrtil nekaj plemičev. Svojega generala Šanabušuja je poslal v Egipt, da bi zadušil upor v dolini Nila. Leta 669 pr. n. št. se je sam odpravil v Egipt in kmalu zatem v Harranu umrl. V Asiriji ga je nasledil sin Asurbanipal, v Babiloniji pa sin Šamaš-šum-ukin.